# Niklas Andersson (komiker)
Niklas Johan Arvid Andersson, född den 5 juli 1973 i Göteborg, är en svensk ståuppkomiker.

## Biografi
Andersson växte i stadsdelen Biskopsgården i Göteborg och är utbildad systemvetare. Före 2012 arbetade Andersson bland annat på Ericsson och som kvalitetschef på ett mindre företag.
Första gången som Andersson gjorde ett stand-up framträdande var under en tävling som Göteborgs-Tidningen (GT) anordnade i Göteborg 2004. Året därpå utsågs han till Göteborgs roligaste av Sveriges Radio P3. Fram till 2012 fortsatte Andersson att regelbundet framträda som stand-up komiker som en hobby parallellt med sitt arbete inom IT. Under 2012 slutade han dock sitt arbete för att ägna sig åt stand-up komiken professionellt. Samma år tilldelades han utmärkelsen Årets nykomling vid Svenska Stand up-galan.
Andersson deltog med bland andra Fredrik Lindström och Nour El Refai i humorföreställningen Badjävlar under 2017, då som ersättare för komikerkollegan Henrik Schyffert. Andersson har även uppträtt i nyinspelningen av Släng dig i brunnen på SVT från 2017. Under 2018-2022 turnerade Andersson med sin första stand up-föreställning, kallad Medelmåttan från Hisingen. Föreställningen ställdes periodvis in på grund av covid-19-pandemin i Sverige. Från mars 2020 och under covid-19-pandemin ledde Andersson tillsammans med komikerkollegan Ina Lundström SVT:s program Karantän-TV, som sändes från en husvagn parkerad utanför SVT-huset i Göteborg.
Sedan mars 2023 medverkar Andersson i podden Mellan raderna fotboll, tillsammans med sportjournalisten Erik Bäckrud och komikerkollegan Anders Jansson.